# Siemen Voet
Siemen Voet (Lochristi, 3 februari 2000) is een Belgisch voetballer die als centrale verdediger onder contract staat bij Fortuna Sittard.

## Clubcarrière
Voet is een jeugdproduct van Club Brugge. Op 23 augustus 2019 werd hij aan KSV Roeselare uitgeleend, waar hij zich vrijwel meteen ontpopte tot basisspeler. In 24 competitiewedstrijden trof hij twee keer raak en gaf één assist. Op 6 augustus 2020 raakte bekend dat hij voor een seizoen werd uitgeleend aan KV Mechelen, met aankoopoptie. Op 11 juni 2021 werd bekend dat hij een tweejarig contract getekend heeft bij het Nederlandse PEC Zwolle.

### Carrièrestatistieken
| Seizoen                    | Club              | Land            | Competitie      | Competitie | Competitie | Beker | Beker | Internationaal | Internationaal | Overig | Overig | Totaal | Totaal |
| Seizoen                    | Club              | Land            | Competitie      | Wed.       | Dlp.       | Wed.  | Dlp.  | Wed.           | Dlp.           | Wed.   | Dlp.   | Wed.   | Dlp.   |
| -------------------------- | ----------------- | --------------- | --------------- | ---------- | ---------- | ----- | ----- | -------------- | -------------- | ------ | ------ | ------ | ------ |
| 2019/20                    | Club Brugge       | België          | Eerste klasse   | 0          | 0          | 0     | 0     | 0              | 0              | 0      | 0      | 0      | 0      |
| 2019/20                    | → KSV Roeselare   | België          | Proximus League | 24         | 2          | 1     | 0     | –              | –              | 0      | 0      | 25     | 2      |
| 2020/21                    | Club Brugge       | België          | Eerste klasse   | 0          | 0          | 0     | 0     | 0              | 0              | 0      | 0      | 0      | 0      |
| 2020/21                    | → KV Mechelen     | België          | Eerste klasse   | 9          | 1          | 1     | 0     | –              | –              | 0      | 0      | 10     | 1      |
| 2021/22                    | PEC Zwolle        | Nederland       | Eredivisie      | 17         | 0          | 2     | 1     | –              | –              | 0      | 0      | 19     | 1      |
| 2022/23                    | Slovan Bratislava | Slowakije       | Fortuna Liga    | 10         | 0          | 0     | 0     | 0              | 0              | 0      | 0      | 10     | 0      |
| 2023/24                    | Slovan Bratislava | Slowakije       | Fortuna Liga    | 1          | 0          | 0     | 0     | 0              | 0              | 0      | 0      | 1      | 0      |
| 2023/24                    | Fortuna Sittard   | Nederland       | Eredivisie      | 16         | 0          | 4     | 0     | 0              | 0              | 0      | 0      | 20     | 0      |
| Carrière totaal            | Carrière totaal   | Carrière totaal | Carrière totaal | 77         | 3          | 8     | 1     | 0              | 0              | 0      | 0      | 85     | 4      |
| Bijgewerkt op 6 april 2024 |                   |                 |                 |            |            |       |       |                |                |        |        |        |        |

## Interlandcarrière

### België onder 17
Op 1 februari 2017 debuteerde Voet bij het België –17 in een vriendschappelijke wedstrijd tegen Frankrijk –17 (1–5).
| Interlands van Siemen Voet | Interlands van Siemen Voet | Interlands van Siemen Voet | Interlands van Siemen Voet | Interlands van Siemen Voet | Interlands van Siemen Voet |
| №                          | Datum                      | Wedstrijd                  | Uitslag                    | Soort wedstrijd            | Doelpunten                 |
| Als speler bij Club Brugge | Als speler bij Club Brugge | Als speler bij Club Brugge | Als speler bij Club Brugge | Als speler bij Club Brugge | Als speler bij Club Brugge |
| -------------------------- | -------------------------- | -------------------------- | -------------------------- | -------------------------- | -------------------------- |
| 1.                         | 1 februari 2017            | Frankrijk – België         | 5 – 1                      | Vriendschappelijk          | 0                          |

## Privé
- Tussen 2019 en 2022 had Voet een relatie met topturnster Nina Derwael.[3]

1 Greif ·
2 Apau ·
4 Mustafić ·
6 De Kamps ·
7 Moha ·
8 Ljubičić ·
9 Henty ·
10 Rabiu ·
11 Dražić ·
12 Ožbolt ·
14 Abena ·
15 Strelec ·
17 Medveděv ·
20 Daniel ·
21 Ratão ·
22 Ružinský ·
23 Sukhotskyi ·
24 Nono · 
25 Pauschek ·
26 Lichý ·
27 Holman ·
29 Bozhikov ·
30 Šulla ·
31 Trnovský ·
36 Lovat ·
55 Medved ·
66 Bajrić ·
77 Čavrić ·
79 Weiss ·
81 Vernon ·
99 Tzovaras ·
Coach: Kozák